# Pókaszepetk vasútállomás
Pókaszepetk vasútállomás egy Zala vármegyei vasútállomás, melyet a MÁV üzemeltet, Pókaszepetk településen.
Szepetk településrész délkeleti peremén helyezkedik el, közúti elérését a 7362-es útból a lakott terület szélén északkelet felé kiágazó 73 359-es számú mellékút biztosítja.

## Vasútvonalak
Az állomást az alábbi vasútvonalak érintik:
- Boba–Bajánsenye-vasútvonal

## Kapcsolódó állomások
A vasútállomáshoz az alábbi állomások vannak a legközelebb:
- Pakod megállóhely (Boba–Bajánsenye-vasútvonal)
- Kemendollár megállóhely (Boba–Bajánsenye-vasútvonal)

## Forgalom
| Járat        | Útvonal | Gyakoriság                |
| ------------ | --- | ------------------------- |
| személyvonat | Zalaegerszeg – Zalaszentiván (→ Kemendollár → Pókaszepetk → Pakod → Zalabér-Batyk) | Napi 1 Zalabér-Batyk felé |
| személyvonat | Zalaegerszeg – Zalaszentiván – Kemendollár – Pókaszepetk – Pakod – Zalabér-Batyk – Türje – Dabronc – Ukk – Rigács – Nemeskeresztúr – Jánosháza – Kemenespálfa – Boba – Nemeskocs – Celldömölk (napi 1 tovább Szombathely felé) | 2 óránként                |